# Koalicja Chorwacko-Serbska
Koalicja Chorwacko-Serbska (serb.-chorw. Hrvatsko-srpska koalicija) – koalicja partii politycznych w Austro-Węgrzech. Istniała w latach 1905–1918 i zrzeszała jugoslawistyczne partie chorwackie.
Była uznawana za najmocniejszą siłę polityczną w Trójjedynym Królestwie Chorwacji, Slawonii i Dalmacji. Sprzeciwiała się przynależności Chorwacji do Austro-Węgier i opowiadała się za utworzeniem państwa Słowian południowych. Wybory wygrywała w latach 1906, 1908, 1910 i 1913. Od 1909 roku na jej czele stał Frano Supilo. Następnie zastąpił go Svetozar Pribićević.

## Członkowie koalicji
- Hrvatska napredna stranka
- Partia Prawa
- Srpska samostalna stranka
- Socjaldemokratyczna Partia Chorwacji i Slawonii
- Srpska radikalna stranka[2]